# Hexylmagnesiumbromid
Hexylmagnesiumbromid ist eine chemische Verbindung aus der Gruppe der Grignard-Verbindungen.

## Herstellung
Hexylmagnesiumbromid kann durch Reaktion von 1-Bromhexan mit Magnesiumspänen in Tetrahydrofuran hergestellt werden.

## Reaktionen
Die Reaktion von Hexylmagnesiumbromid mit 1-Brompropen in Gegenwart geringer Mengen Eisen(III)-chlorid ergibt 2-Nonen. Ebenso kann es in Gegenwart eines Eisen-Katalysators, wie Eisen(III)-acetylacetonat, verschiedene Arylchlorid alkylieren, beispielsweise 2-Chlorpyridin zu 2-Hexylpyridin und 4-Chlorbenzoesäure zu 4-Hexylbenzoesäure. Hexylmagnesiumbromid wurde in der Synthese von Cylindricin A und Cylindricin B verwendet, um deren Hexylgruppen einzuführen. Analog wurde es in einer Synthese des verwandten Naturstoffs Lepadiformin verwendet.